# Marienkapelle (Fünfstetten)

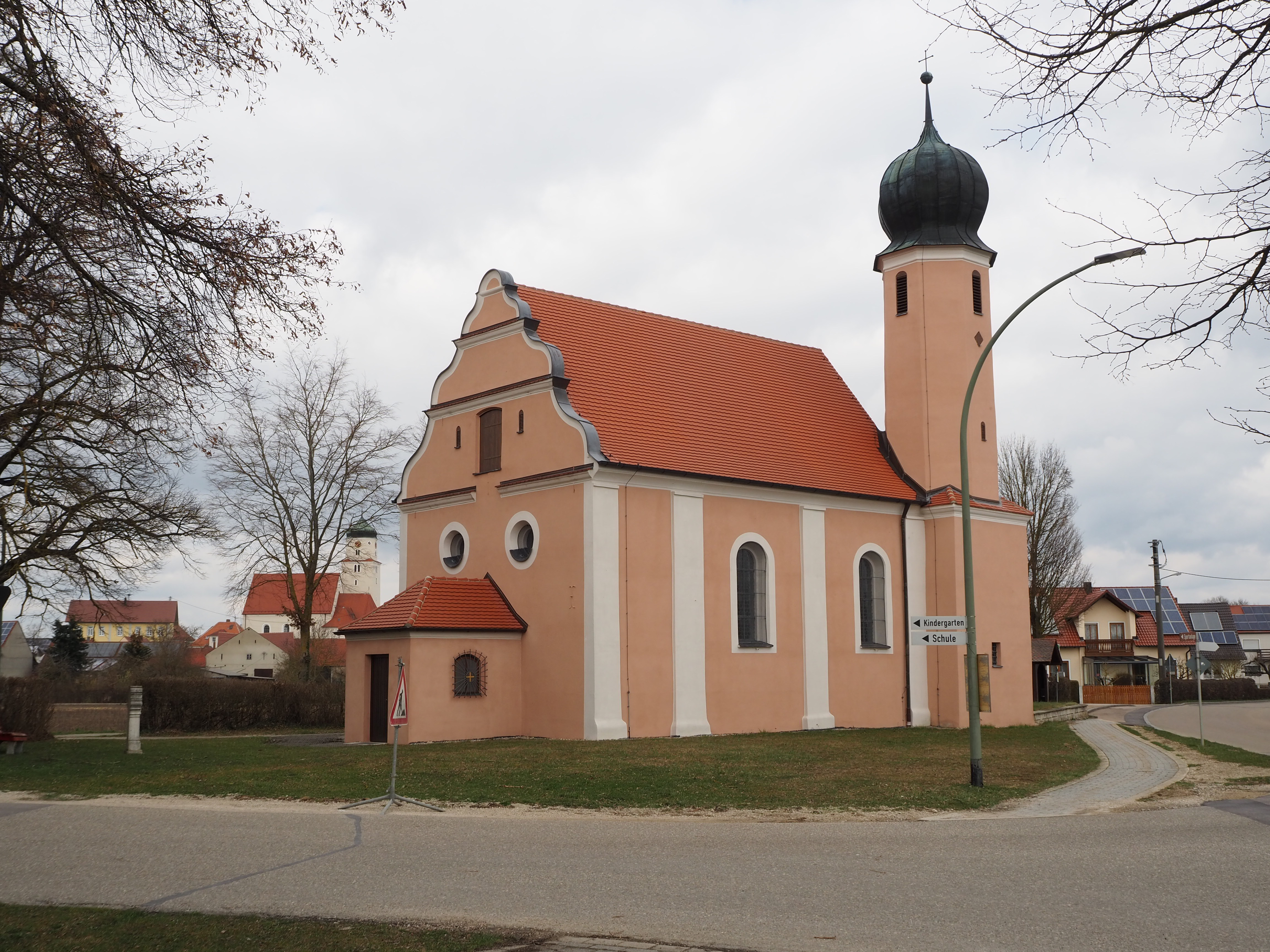
Marienkapelle in Fünfstetten

Die römisch-katholische Marienkapelle steht in Fünfstetten im schwäbischen Landkreis Donau-Ries von Bayern. Das Bauwerk ist  in der Liste der Baudenkmäler in Fünfstetten als Baudenkmal unter der Nr. D-7-79-148-9 eingetragen. Die Kapelle gehört zum Pfarrverband Jura-Nordschwaben im Dekanat Weißenburg-Wemding des Bistums Eichstätt.

## Beschreibung
Die 1696 erbaute Kapelle besteht aus einem mit Pilastern gegliedertes Langhaus, einem eingezogenen, dreiseitig geschlossenen Chor im Nordosten und einem Chorflankenturm an der Südostwand, der mit einem hohen achteckigen Geschoss aufgestockt und mit einer Zwiebelhaube bedeckt wurde. Die Fassade im Südwesten ist mit einem Schweifgiebel bedeckt. In einem Anbau der Saalkirche befindet sich das Portal. 
Der Innenraum des Langhauses ist mit einer Flachdecke überspannt, der des Chors mit einem Stichkappengewölbe. Zur Kirchenausstattung gehört ein Hochaltar vom Ende des 17. Jahrhunderts, der von gedrehten Säulen flankiert wird. Auf dem Altarretabel befindet sich eine Kopie des Gnadenbildes der Schwarzen Madonna aus der Altöttinger Gnadenkapelle.